# România la Jocurile Olimpice de iarnă din 1948
România a participat la Jocurile Olimpice de iarnă din 1948 cu 7 sportivi care au concurat la un singur sport (schi alpin).

## Participarea românească
România a trimis la St. Moritz o delegație formată din numai 7 sportivi (toți bărbați), care au concurat la un singur sport cu 3 probe. 
La aceste jocuri olimpice de iarnă, România a fost reprezentată în probele oficiale numai de schiori. Bilanțul delegației României a fost slab. Schiorii Dumitru Sulică, Ion Coliban, Dumitru Frățilă, Radu Scârneci, Vasile Ionescu, Béla Imre și Mihai Bâră au ocupat locuri între 38 și 74, ei concurând la probele de slalom, coborâre și combinată alpină. Delegația României nu a obținut nici un punct. 
Pe lângă schiori, a mai participat și o echipă de militari formată din căpitanul Ștefan Ionescu (primul comandant al C.S. Dinamo Brașov), sergentul-major Constantin Vlădea, soldatul Cornel Nicolae Crăciun și soldatul Ion Koschi la proba demonstrativă de patrulă militară (strămoșul biatlonului) pe distanța de 28,05 km, clasându-se pe locul 7 din 8 țări participante.
La această ediție a Jocurilor Olimpice, România nu a obținut niciun punct în clasamentul pe națiuni.

## Schi alpin
| Sportiv         | Probă                | Manșa 1                     | Manșa 2                          | Total             | Loc          |
| --------------- | -------------------- | --------------------------- | -------------------------------- | ----------------- | ------------ |
| Mihai Bîră      | Coborâre (m)         |                             |                                  | 3.52,3 (+57,3)    | 71           |
| Ion Coliban     | Coborâre (m)         |                             |                                  | 3.49,2 (+54,2)    | 66           |
| Ion Coliban     | Slalom (m)           | 1.30,1                      | 1.18,8                           | 2.48,9 (+38,6)    | 39           |
| Ion Coliban     | Combinata alpină (m) | coborâre: 30,02 p. (3.49,2) | slalom: 16,10 p. (1.36,0+1.15,4) | 46,12 p. (+42,85) | 41           |
| Dumitru Frățilă | Coborâre (m)         |                             |                                  | 3.39,3 (+44,3)    | 57           |
| Dumitru Frățilă | Combinata alpină (m) | coborâre: 24,61 p. (3.39,3) | slalom: 21,27 p. (1.41,7+1.21,4) | 45,88 p. (+42,61) | 40           |
| Béla Imre       | Slalom (m)           | 1.57,4                      | 1.40,3                           | 3.37,7 (+1.27,4)  | 57           |
| Vasile Ionescu  | Coborâre (m)         |                             |                                  | 3.54,1 (+59,1)    | 74           |
| Vasile Ionescu  | Combinata alpină (m) | coborâre: 32,67 p. (3.54,1) | slalom: 28,81 p. (1.45,8+1.34,4) | 61,48 p. (+58,21) | 53           |
| Radu Scîrneci   | Coborâre (m)         |                             |                                  | 3.35,0 (+40,0)    | 51           |
| Radu Scîrneci   | Slalom (m)           | descalificat                | descalificat                     | descalificat      | descalificat |
| Dumitru Sulică  | Coborâre (m)         |                             |                                  | 3.39,4 (+44,4)    | 58           |
| Dumitru Sulică  | Slalom (m)           | 1.27,2                      | 1.20,7                           | 2.47,9 (+37,6)    | 38           |
| Dumitru Sulică  | Combinata alpină (m) | coborâre: 24,72 p. (3.39,4) | slalom: 21,80 p. (1.41,5+1.22,8) | 46,52 p. (+43,25) | 42           |

## Patrulă militară (biatlon) - probă demonstrativă

### Masculin
| Sportiv                                                                  | Timp efectuat | Bonificații pentru tir | Timp ajustat | Loc |
| ------------------------------------------------------------------------ | ------------- | ---------------------- | ------------ | --- |
| Echipa Ștefan Ionescu Constantin Vlădea Niculae-Cornel Crăciun Ion Kasky | 3:24:24.0     | 8 minute               | 3:16:24.0    | 7   |